# Chevrolet AK-Series
Chevrolet AK-Series – samochód dostawczo-osobowy typu pickup klasy wyższej produkowany pod amerykańską marką Chevrolet w latach 1941–1947. 

## Historia i opis modelu

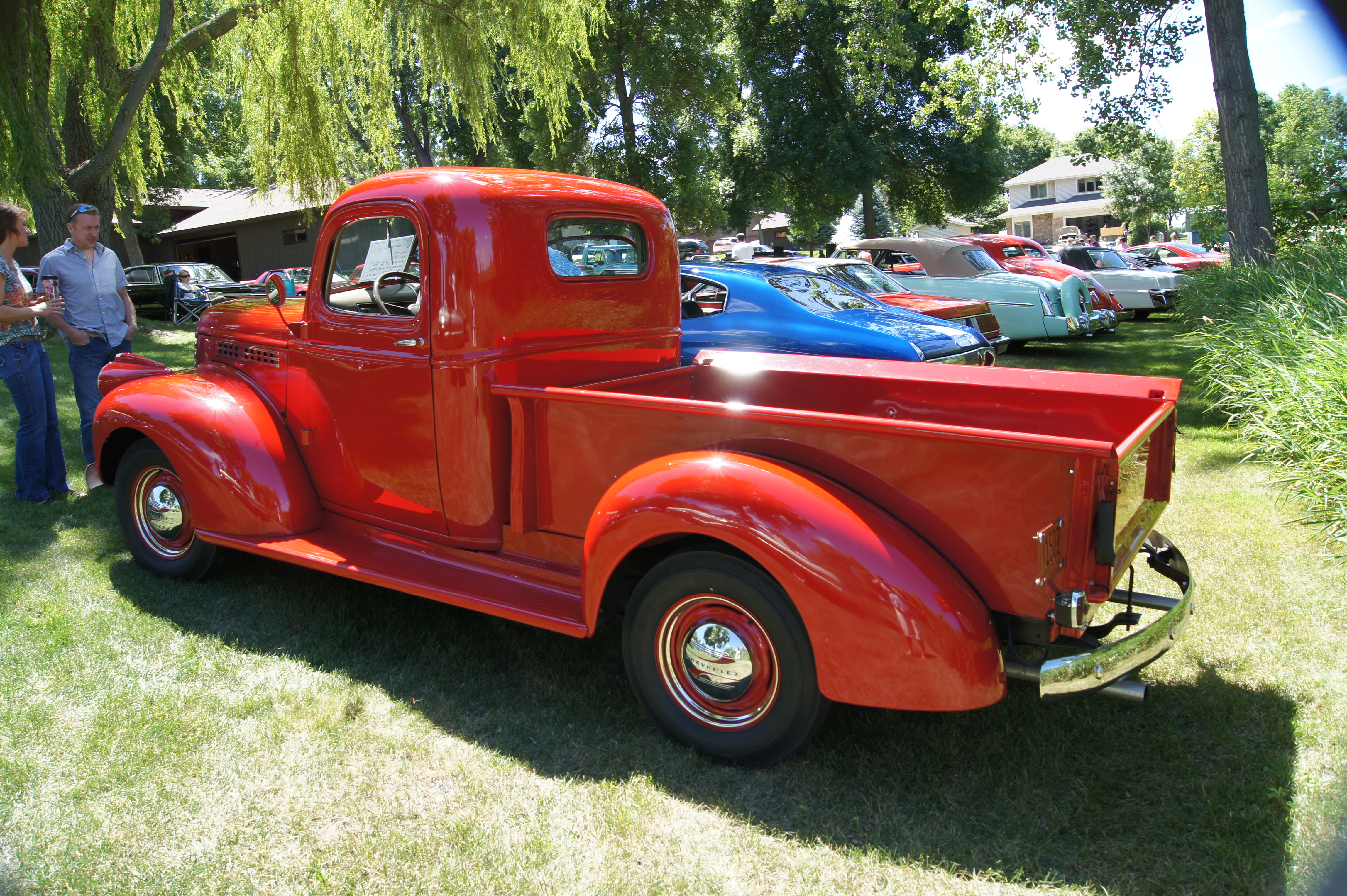
Chevrolet AK-Series - tył

Model AK-Series przedstawiony został w 1941 roku jako nowa generacja półciężarówek koncernu General Motors, która pojawiła się zarówno w ofercie Chevroleta i GMC. Model AK-Series przyjął charakterystyczne, obłe proporcje nadwozia z dużą, chromowaną atrapą chłodnicy i wyraźnie zarysowanymi nadkolami. Między drzwiami kierowcy a przedziałem transportowym umieszczono koło zapasowe.

### Wersje
- C14
- E14

### Silnik
- L6 3.5l
- L6 3.7l